# Бай (уезд)
Уезд Бай (уйг. باي ناھىيىس; Bay Nahiyisi‎) или уезд Байчэн (кит. упр. 拜城县, пиньинь Bàichéng xiàn) — уезд в округе Аксу Синьцзян-Уйгурского автономного района КНР.

## История
Уезд Бай был образован в 1882 году, когда была создана провинция Синьцзян; он входил в состав Непосредственно управляемой области Вэньсу (温宿直隶州). С 1902 года уезд подчинялся Вэньсуской управе (温宿府), с 1920 года вошёл в состав Административного района Аксу (阿克苏行政区).

## Административное деление
Уезд Бай делится на 4 посёлка и 10 волости.